# Phalera persica
Phalera persica är en fjärilsart som beskrevs av Daniel 1938. Phalera persica ingår i släktet Phalera och familjen tandspinnare. Inga underarter finns listade i Catalogue of Life.